# Осредек-Жумберацький
Осредек-Жумберацький (хорв. Osredek Žumberački) — населений пункт у Хорватії, у Загребській жупанії у складі міста Самобор.

## Населення
Населення за даними перепису 2011 року становило 22 осіб.
Динаміка чисельності населення поселення:

## Клімат
Середня річна температура становить 8,74 °C, середня максимальна – 21,96 °C, а середня мінімальна – -6,30 °C. Середня річна кількість опадів – 1213 мм.
| Клімат поселення                              | Клімат поселення | Клімат поселення | Клімат поселення | Клімат поселення | Клімат поселення | Клімат поселення | Клімат поселення | Клімат поселення | Клімат поселення | Клімат поселення | Клімат поселення | Клімат поселення | Клімат поселення |
| Показник                                      | Січ.             | Лют.             | Бер.             | Квіт.            | Трав.            | Черв.            | Лип.             | Серп.            | Вер.             | Жовт.            | Лист.            | Груд.            |                  |
| Середній максимум, °C                         | 5,18             | 6,43             | 10,04            | 13,92            | 18,74            | 21,96            | 21,45            | 21,07            | 17,38            | 12,46            | 7,12             | 3,66             |                  |
| Середня температура, °C                       | −0,57            | 0,68             | 4,29             | 8,18             | 12,99            | 16,22            | 18,10            | 17,71            | 14,04            | 9,11             | 3,78             | 0,30             |                  |
| Середній мінімум, °C                          | −6,3             | −5,07            | −1,46            | 2,42             | 7,24             | 10,46            | 14,76            | 14,37            | 10,68            | 5,76             | 0,43             | −3,05            |                  |
| Норма опадів, мм                              | 58               | 66               | 85               | 98               | 103              | 132              | 112              | 116              | 116              | 117              | 119              | 91               |                  |
| Середньомісячна швидкість вітру, м/с          | 1.79             | 1.90             | 2.26             | 2.20             | 2.11             | 1.88             | 1.78             | 1.71             | 1.66             | 1.80             | 1.92             | 1.87             |                  |
| Середньомісячна сонячна радіація, кДж/м²·день | 4252             | 6963             | 10394            | 14650            | 18526            | 20309            | 21202            | 18340            | 13610            | 8671             | 4666             | 3469             |                  |
| --------------------------------------------- | ---------------- | ---------------- | ---------------- | ---------------- | ---------------- | ---------------- | ---------------- | ---------------- | ---------------- | ---------------- | ---------------- | ---------------- | ---------------- |
| Джерело:                                      |                  |                  |                  |                  |                  |                  |                  |                  |                  |                  |                  |                  |                  |